# Wohnprojekte-Tage
Wohnprojekte-Tage, auch Wohnprojekttage, gibt es in einigen Städten der Bundesrepublik Deutschland. Sie werden von Organisationen durchgeführt, die das Thema neue Wohnformen in ihrem Umfeld bearbeiten. Sie dienen der Information über nachbarschaftliche Wohnprojekte allgemein, der Förderung von Kontaktmöglichkeiten für Interessierte und dem fachpolitischen Diskurs über die Notwendigkeit, neue Wohnformen stärker zu fördern, als dies bisher geschieht. Kommunen, die erkennen, dass Wohnprojekte auf vielfältige Nachfrage stoßen und ein wichtiges Segment des Wohnungsmarkts darstellen, beteiligen sich nicht selten an den Kosten von Wohnprojekte-Tagen.
In München wurden die ersten Wohnprojekte-Tage Mitte der 90er Jahre von „Urbanes Wohnen e.V.“ durchgeführt (der „8. Münchner Wohnprojekttag 2008“ war zugleich „erster Bayerischer Wohnprojekttag“), 1997 folgte Hamburg, wo „STATTBAU HAMBURG“ seither als Organisator und Veranstalter auftritt, in Nordrhein-Westfalen ist es die „Wohnbund-Beratung NRW“, in Leipzig seit dem Jahr 2000 der „Arbeitskreis integriertes Wohnen e.V.“ und in Kiel seit 2005 der „Interessenverband Wohnprojekte Schleswig-Holstein“. Im Wechsel veranstaltet das
„Forum für gemeinschaftliches Wohnen e. V.“ aus Hannover Wohnprojekte-Tage in Niedersachsen und Bremen.
Wohnprojekte-Tage sind keine kommerziellen Veranstaltungen, sondern ein Service für Interessierte, die für sich selbst nach qualitativen Wohnalternativen suchen.